# Todos a la playa
Todos a la playa es una película del 2011, dirigida por Matteo Cerami con Gigi Proietti, Marco Giallini y Ambra Angiolini y se inspira en Casotto, película de 1977 de Sergio Citti y como protagonista Gigi Proietti. 

## Trama
Aventuras de diversos personajes en un balneario en Castel Porziano, en Roma, en una jornada de verano: Nino, el cuñado olvidadizo y cleptómano de Maurizio; Maurizio, gestor del bar del establecimiento; Giovanna, una azafata lesbiana que descubre que su novia y colega Sara está embarazada; finalmente Gigi, Nando y su nueva mujer rusa.
Se añaden como aderezo: la mamá paralítica de Maurizio atiborrada de Gazpacho; un gafe y una estrella televisiva.

## Cameo
- Pippo Baudo como él mismo y Ninetto Davoli como el pescador.

## Curiosidades
Ninetto Davoli y Gigi Proietti formaban parte también del reparto de Casotto, de 1977, en el que la película se inspira claramente. De hecho, cuando Gigi Proietti recita los nombres de los siete reyes de Roma después de haber deshecho el nudo de su pañuelo, cita a Sergio Citti en lugar de a Servio Tullio, evidente homenaje al director de la película arriba citada.
- Datos: Q4000787